# Cecina (charcuterie)

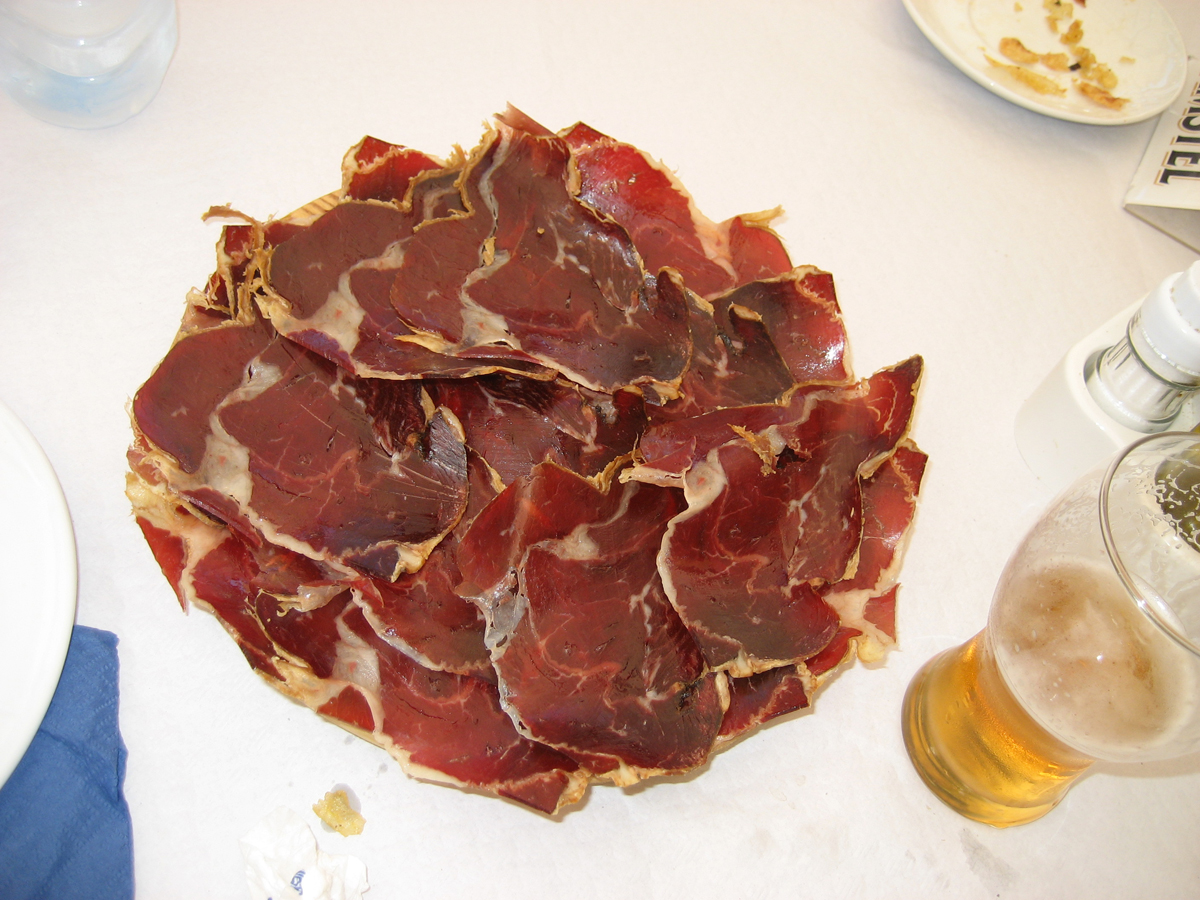
Assiette de cecina.

La cecina est une charcuterie d'origine espagnole similaire au jambon sec, mais pour la préparation de laquelle on utilise une autre viande que le porc : on peut trouver de la cecina de viande bovine (le plus souvent), mais aussi équine, caprine, ou encore de lapin.

## Espagne
En Espagne, la plus connue est la cecina de bœuf élaborée dans la province de León, qui a depuis 1994 la Denominación de Origen Protegida (DOP) cecina de León. Il existe une autre DOP espagnole, celle de la cecina de chivo (chèvre) de Vegacervera (Vegacervera est une commune de la province de León).
D'autres types de cecina sont réputées pour leurs qualités gustatives, dont celle de Villarramiel (province de Palencia), préparée à partir de viande de cheval.
La cecina est également fabriquée dans plusieurs pays d'Amérique latine, dont le Pérou et le Paraguay. 

## Mexique
Au Mexique, le terme de « cecina » désigne de fines tranches de bœuf salées et séchées au soleil. Il s'agit plus d'une découpe de bœuf que d'une charcuterie, la cecina mexicaine doit être cuite avant d'être consommée.
La cecina de Yecapixtla (venant du village de Yecapixtla dans l'état du Morelos) est la plus connue.
Les Mexicains adorent déguster cette viande en taco avec de la crème et de la sauce pimentée,.